# Аналіз систем автоматичного керування
Ана́ліз систе́м автомати́чного керува́ння  — визначення показників системи (динамічних властивостей, точності, стійкості і т. д.) за заданою її структурою і відомими параметрами. При детермінованих зовнішніх діях визначається точність системи в усталеному режимі і в перехідному процесі. Під час вступу на систему випадкових дій визначаються статистичні характеристики її помилки по відомих статистичних характеристиках дій.
Можливі завдання аналізу:
- аналіз заданої системи (при контрольних розрахунках);
- дослідження впливу структури і параметрів системи на запас стійкості і точнісні характеристики;
- при заданій структурі визначення області допустимих значень параметрів, при яких система зберігає стійкість і інше.

На підставі аналізу можна дати рекомендації по вибору структури системи і оптимальних (в деякому розумінні) значень її параметрів.
Вибір стійкості критерію, показників якості перехідного процесу і статистичних характеристик помилки залежить від типу системи автоматичного керування і поставленого завдання.